# Cessenon-sur-Orb
Cessenon-sur-Orb é uma comuna francesa na região administrativa de Occitânia, no departamento de Hérault. Estende-se por uma área de 37,29 km². Em 2010 a comuna tinha 2 361 habitantes (densidade: 63,3 hab./km²).